# Restless Heart
| 전문가 평가  | 전문가 평가 |
| 평가 점수    | 평가 점수   |
| 출처         | 점수        |
| ------------ | ----------- |
| AllMusic     | [ 1 ]       |
| Classic Rock | [ 2 ]       |
| Metal Hammer | 5/7         |
| Q            | [ 4 ]       |
| Rock Hard    | 8/10        |
| Rock Hard    | 6/10        |

《Restless Heart》는 영국의 하드 록 밴드 화이트스네이크의 아홉 번째 스튜디오 음반으로, 1997년 3월 26일, 일본에서 EMI를 통해 발매되었고, 5월 26일, 유럽에서 발매되었다. 이 음반은 밴드의 보컬리스트 데이비드 커버데일이 프로듀싱했으며, 원래는 그의 솔로 음반으로 기획되었으나 EMI의 압력으로 인해 "David Coverdale & Whitesnake"라는 이름으로 발매되었다. 음악적으로 《Restless Heart》는 화이트스네이크의 이전 두 음반에 비해 더 절제된 사운드를 특징으로 한다. 또한 아드리안 반덴버그가 전면적으로 참여한 유일한 화이트스네이크 스튜디오 음반이기도 한데, 그는 1987년부터 밴드의 멤버였음에도 이번 음반에서만 전곡에 참여했다.
이 음반은 음악 평론가들로부터 엇갈린 평가를 받았으며, 밴드의 고향인 영국에서는 34위에 머물렀다. 총 10개국에서 차트에 올랐다. 1994년 게펀 레코드와 계약이 종료된 이후, 《Restless Heart》는 북미에서 정식 발매되지 않고 오직 수입반으로만 구할 수 있었다. 이 음반을 지원하는 투어는 화이트스네이크의 마지막 투어로 명명되었으나, 밴드는 이후 2003년에 재결성되었다. 《Restless Heart》는 2021년 라이노 엔터테인먼트에서 재발매되었으며, 리마스터 및 리믹스 버전과 함께 이전에 공개되지 않은 자료들도 포함되어 있다.

## 배경
1990년 9월, Liquor & Poker World Tour를 마친 후, 보컬리스트 데이비드 커버데일은 화이트스네이크 활동을 잠시 중단하기로 결정했고, 음악 산업에서 휴식을 취하고자 했다. 1993년 그는 레드 제플린의 기타리스트 지미 페이지와 함께 음반을 발표했다. 하지만 이 협업은 1993년 12월 몇 차례 라이브 공연 이후 갑작스럽게 종료되었다. 이후 커버데일은 화이트스네이크 기타리스트 아드리안 반덴버그에게 연락해 그들의 음악적 협업을 재개하고자 했다. 커버데일이 페이지와 협업하기 전 진행된 그들의 이전 작곡 세션은 반덴버그가 "시카고나 포이즌에 더 어울리는 곡들"을 내놓으면서 결렬되었다.
1994년 초, 커버데일은 상트페테르부르크 공연 제안을 받았고, 이를 수락한 후 곧 세션 밴드와 함께 유럽 전역 투어를 계획하기 시작했다. 그러나 EMI와 게펀 레코드는 1994년 7월, 화이트스네이크의 《Greatest Hits》 음반을 발매했다. 이에 EMI는 커버데일에게 화이트스네이크 이름으로 투어할 것을 요청했다. 처음에는 망설였지만, 결국 그는 반덴버그와 함께 이를 수락했다. 같은 해 투어가 끝난 후, 화이트스네이크는 게펀 레코드에서 계약 해지되었고, 북미 음반 계약이 없는 상태가 되었다. 화이트스네이크 외에 솔로 아티스트로서 입지를 다지기 위해 커버데일은 반덴버그와 함께 솔로 음반으로 계획된 작곡 작업을 재개했다.

## 곡 목록
모든 곡들은 특별한 언급이 없는 한 데이비드 커버데일과 아드리안 반덴버그에 의해 작사/작곡하였다.
| #   | 제목                                  | 작사·작곡                           | 재생 시간 |
| --- | ------------------------------------- | ----------------------------------- | --------- |
| 1.  | 〈Don't Fade Away〉                   |                                     | 5:02      |
| 2.  | 〈All in the Name of Love〉           |                                     | 4:42      |
| 3.  | 〈Restless Heart〉                    |                                     | 4:50      |
| 4.  | 〈Too Many Tears〉                    |                                     | 5:44      |
| 5.  | 〈Crying〉                            |                                     | 5:34      |
| 6.  | 〈Stay with Me〉 (로레인 엘리슨 커버) | 제리 라고보이, 조지 데이비드 와이스 | 4:09      |
| 7.  | 〈Can't Go On〉                       |                                     | 4:27      |
| 8.  | 〈You're So Fine〉                    |                                     | 4:34      |
| 9.  | 〈Your Precious Love〉                |                                     | 4:48      |
| 10. | 〈Take Me Back Again〉                |                                     | 6:02      |
| 11. | 〈Woman Trouble Blues〉               |                                     | 5:35      |